# Pentaceration bassiana
Pentaceration bassiana là một loài chân đều trong họ Paramunnidae. Loài này được Just miêu tả khoa học năm 2009.